# Technostres
Technostres (także: stres cyfrowy) – negatywna reakcja psychologiczna wynikająca z interakcji między ludźmi a wprowadzaniem nowych technologii. Podczas gdy ergonomia bada fizyczne reakcje człowieka na maszyny oraz jego dostosowanie do nich, technostres wynika ze zmian w zachowaniach, które są wywołane użytkowaniem nowoczesnych technologii, zarówno w środowisku pracy, jak i domowym.
Ludzie doświadczają technostresu, gdy nie potrafią przystosować się lub poradzić sobie z technologiami informacyjnymi w zdrowy sposób. Mogą odczuwać kompulsywną potrzebę pozostawania w kontakcie i dzielenia się stałymi aktualizacjami, czuć się zmuszeni do odpowiadania na informacje związane z pracą w czasie rzeczywistym lub nawykowo wykonywać wiele zadań jednocześnie. Często czują się zmuszeni do przyspieszenia tempa pracy, ponieważ przepływ informacji jest szybszy, co pozostawia mało czasu na głęboką refleksję i kreatywną analizę.
Craig Brod, pionier w dziedzinie badań nad technostresem, stwierdza, że technostres to „nowoczesna choroba adaptacyjna spowodowana niemożnością radzenia sobie z nowymi technologiami komputerowymi w zdrowy sposób”. Jedne z najwcześniejszych badań nad technostresem dotyczą dziedziny systemów informatycznych zarządzania. Badania pokazują, że technostres jest niepożądanym zjawiskiem powstającym w wyniku korzystania z urządzeń obliczeniowych i komunikacyjnych, takich jak komputery, tablety i smartfony. Nowsze badania empiryczne w tej dziedzinie wskazują jednak, że technostres ma zarówno aspekty pozytywne, jak i negatywne. Badania wskazują również, że technostres zależy od płci, wieku i umiejętności obsługi komputera. Kobiety doświadczały mniejszego technostresu niż mężczyźni, co jednak zmieniła pandemia Covid-19; osoby starsze doświadczają mniejszego technostresu w pracy niż osoby młodsze; osoby o większej znajomości obsługi komputera doświadczają mniejszego technostresu; osoby z wcześniejszym doświadczeniem pracy zdalnej doświadczają mniejszego technostresu.
W Polsce jedną z organizacji, zajmującej się technostresem w kontekście higieny cyfrowej jest Fundacja Instytut Cyfrowego Obywatelstwa.

## Pierwsze użycie terminu
Już w 1984 roku Brod zdefiniował technostres jako „nowoczesną chorobę adaptacyjną spowodowaną niemożnością radzenia sobie z nowymi technologiami komputerowymi w zdrowy sposób”. Technostres jest później uważany za nazwę stresu psychicznego związanego z korzystaniem z technologii, obejmującego nadmierne pobudzenie fizjologiczne i emocjonalne. Nowsze definicje technostresu określają go jako obciążenie fizyczne, behawioralne i psychologiczne w odpowiedzi na uzależnienie od technologii ICT, rosnącą złożoność komputerów i przyspieszone zmiany w pracy spowodowane nowymi technologiami komputerowymi. Atanasoff i Venable podzielili technostres na trzy główne kategorie: stres transakcyjny i odczuwany, biologię oraz higienę pracy.

## Objawy i skutki
Istnieje szereg objawów technostresu, zarówno psychologicznych, jak i fizjologicznych. Na przykład osoby odczuwające lęk związany z technostresem mogą również doświadczać takich objawów fizjologicznych, jak bezsenność, utrata panowania nad sobą, drażliwość, frustracja, częstsze popełnianie błędów w ocenie sytuacji i słabsza efektywność pracy. Konsekwencje technostresu obejmują spadek satysfakcji z pracy, zaangażowania organizacyjnego i produktywności.
W XXI wieku osoby korzystające z technologii w miejscu pracy są najbardziej narażone na ryzyko wystąpienia technostresu. Nadmierne korzystanie z monitorów komputerowych wiąże się ze stresem emocjonalnym, a ludzie w miejscu pracy są emocjonalnie dotknięci technostresem. Duży wpływ na przyspieszenie rozwoju technologii i tempa wprowadzania ich do codziennego użytku miała pandemia Covid-19 i zmuszenie do pracy zdalnej podczas lockdownu.

### Potencjalne przyczyny technostresu[12]
- Szybkie tempo rozwoju technologii

- Brak odpowiedniego przeszkolenia w zakresie korzystania z technologii
- Zwiększone obciążenie pracą
- Brak standaryzacji technologii
- Problemy z niezawodnością sprzętu i oprogramowania

### Trzy aspekty technostresu
1. Aspekty fizyczne obejmują przemęczenie oczu, bóle pleców, bóle głowy, sztywność ramion, bóle szyi, bóle stawów, suchość w ustach i gardle, napięcie mięśni, dyskomfort żołądkowy, urazy związane z klawiaturą, ból w klatce piersiowej, przyspieszone bicie serca, zespół jelita drażliwego, podwyższone ciśnienie krwi oraz trudności w oddychaniu.
2. Aspekty emocjonalne to drażliwość, utrata panowania nad sobą, silny niepokój po oderwaniu się od ekranu komputera, uczucie obojętności, frustracja, brak poczucia docenienia, depresja, poczucie winy, lęk, paranoja prowadząca do unikania komputerów oraz negatywne nastawienie.
3. Aspekty psychologiczne obejmują: nadmiar informacji wymagających znalezienia, przeanalizowania, oceny i zastosowania we właściwym kontekście; frustrację wynikającą z rutynowej, mało angażującej pracy oraz niewystarczającego zatrudnienia; obawy o bezpieczeństwo zatrudnienia, związane z możliwością zastąpienia ludzi przez komputery; zawodową zazdrość spowodowaną różnicami w kompetencjach technologicznych; brak motywacji wynikający z przedłużającego się kontaktu z technologią oraz niepewność co do roli zawodowej, związana z wydłużonym czasem pracy z technologią.

Istnieje pięć stanów które klasyfikuje się jako „twórców technostresu”, czyli technostresory:
1. 1. Przeciążenie technologiczne opisuje sytuacje, w których korzystanie z komputerów zmusza ludzi do wykonywania większej ilości pracy w szybszym tempie.
  2. Technoinwazja odnosi się do sytuacji, w których ludzie są „ciągle dostępni” – potencjalnie o każdej porze i w każdym miejscu, co skutkuje presją na stałe połączenie z siecią. Typowy dzień pracy się wydłuża, praca biurowa jest wykonywana o różnych porach, a „odcięcie” się od niej jest niemal niemożliwe.
  3. Złożoność technologiczna opisuje sytuacje, w których skomplikowane systemy komputerowe wymagają od ludzi poświęcenia czasu i wysiłku na naukę oraz aktualizację umiejętności, aby nadążyć za nowymi aplikacjami. Różnorodność aplikacji, funkcji i specjalistycznego żargonu może być przytłaczająca i wywoływać stres.
  4. Niepewność technologiczna wiąże się z obawami, że ludzie mogą utracić pracę na rzecz osób bardziej biegłych w obsłudze nowych technologii i urządzeń komputerowych.
  5. Nietrwałość technologiczna odnosi się do krótkich cykli życia systemów komputerowych, gdzie ciągłe zmiany i ulepszenia nie pozwalają ludziom zdobyć pełnego doświadczenia w korzystaniu z konkretnego systemu. Brak stabilności w technologii jest niepokojący, ponieważ wiedza szybko się dezaktualizuje, a ludzie muszą stale uczyć się nowych rozwiązań.

## Strategie radzenia sobie z technostresem
Technostres można leczyć, stosując przyjazne dla użytkownika oprogramowanie, edukując ludzi na temat nowych technologii i zwiększając poziom pewności siebie, cierpliwości, stabilności i komunikacji w środowisku pracy. Inną opcją jest unikanie lub ograniczenie korzystania z technologii, wprowadzając do swojego funkcjonowania higienę cyfrową w ramach dbania o własny dobrostan.
Sposobami na eliminację technostresu są m.in. takie działania jak: podejmowanie działań mających na celu zarządzanie stresem, które mają na celu zmniejszenie i wyeliminowanie problemu technostresu, takich jak ćwiczenia, medytacja, progresywny relaks mięśni, pozytywne myślenie, dbanie o zdrowie i zdrowa dieta. Pomocne może być robienie częstych przerw od technologii, planowanie, korzystanie z poradnictwa, świadomość stresu związanego z technologią i nawiązywanie relacji zespołowych ze współpracownikami.